# Nationales Nordisches Skizentrum
Koordinaten: 46° 30′ 23″ N, 7° 40′ 55″ O; CH1903: 618675 / 150593
Das  Nationale Nordische Skizentrum („Nordic Arena“) in Kandersteg besteht aus vier Skisprungschanzen. Zur Anlage gehören drei Kinderschanzen der Kategorie K 10 (Famigros), K 15 (Animations-Schanze) und K 24 (Bire-Schanze), eine Jugendschanze der Kategorie K 67 (Blümlisalp-Schanze) sowie eine Normalschanze der Kategorie K 95 (Lötschberg-Schanze). Die Schanzen sind mit Matten belegt.

## Geschichte
Nachdem mit dem Bau der Umfahrungsstrasse zum Autoverlad die Benützung der Lötschbergschanze am Bahnhof nicht mehr möglich war, hat sich der Skiclub mit dem Projekt der Mattenschanze beim Schweizer Skiverband SSV beworben. Mit grossem Einsatz und Eifer verpflichteten sich Willy Sahli und Adolf Ogi mit dem Vorhaben zur Realisation der Mattenschanzen. Drei mit Matten belegte Schanzen fanden 1977 die Zustimmung im Vorstand des Schweizerischen Skiverbandes, der den Baubeschluss für eine nationale Sprungschanzenanlage fasste.
Am 4. September 1978 konnte mit dem Bau begonnen werden und innerhalb von nur einem Jahr war das Nationale Nordische Skizentrum durch die neugegründete Genossenschaft NNSK verwirklicht worden. Die Gesamtkosten der Anlage betrugen damals CHF 2.4 Mio.
Am 2. September 1979 wurde die Skisprunganlage mit einem internationalen Mattenskispringen eröffnet. Die gesamte Weltelite der Skispringer war am Start. Erfreulich, dass die Schweiz zu jener Zeit über Skispringer verfügte, die ganz vorne mitmischen konnten. Gerne erinnert man sich an Hansjörg Sumi, Christian Hauswirth, Karl Lustenberger und Walter Steiner. Ab dem Winter 1981/82 standen die Schanzen in Kandersteg auch für Wintertrainings zur Verfügung.
Im folgenden Jahrzehnt wurde die Anlage für Trainings und Wettkämpfe intensiv genutzt. Grosse Namen wie Toni Innauer, Andreas Felder, Jens Weissflog, Matti Nykänen oder auch Stefan Zünd haben auf den Schanzen in Kandersteg gewonnen.
Seit 1978 wurde die Schanzenanlage über mehr als 10 Jahre erfolgreich betrieben und jährlich wurde ein internationales Sommerskispringen ausgetragen. Die Stars aus Europa, Amerika und Japan haben sich auf der damals modernsten Sommerschanzenanlage der Welt gemessen.
Nach diesen stets erfolgreichen Wettkämpfen wurde die Anlage 1990 an die damals gültigen FIS-Vorschriften angepasst. Leichte Profilkorrekturen im Anlauf sowie eine Abflachung des Hangs der K90-Schanze wurden vorgenommen. Zusätzlich wurde die bestehende Eisanlaufspur durch eine Keramikspur ersetzt. Nach erfolgreichem Abschluss der Sanierungsarbeiten konnte die Anlage 1991 mit einem internationalen Sommerskispringen wieder in Betrieb genommen werden.
Nach einer Zeit, in der der Vorstand nicht komplett besetzt werden konnte und kein Präsident zur Verfügung stand, übernahm Robert Rathmayr im Herbst 2003 das Präsidium und führte das NNSK in eine neue Ära. Der Verwaltungsrat widmete sich fortan mit viel Elan seinen Aufgaben. Als erste Massnahme wurde dafür gesorgt, dass der Trainingsbetrieb wieder rund läuft und es wurde ein fester Wettkampfrhythmus lanciert.
Am 1. August 2003 konnten die Schweizer Meisterschaften im Skispringen und der Nordischen Kombination erstmals als Sommer-Event durchgeführt werden. 2004 und 2006 wurde jeweils ein Sommer Grand-Prix in der Nordischen Kombination abgehalten. Bis 2007 führte das NNSK in Zusammenarbeit mit dem Skiclub Kandersteg jeden Sommer Wettkämpfe in der Nordischen Kombination und im Skispringen durch.
Im Sommer 2008 wurde die Anlage geschlossen, weil die K90-Schanze nicht mehr den FIS-Vorschriften entsprochen hat. Nachdem bereits 2005 das Projekt „NNSK2010“ lanciert wurde, entschied man an der 29. Generalversammlung im November 2007, die gesamte Anlage zu erneuern. Dieser Entscheid hat den Umbau aller drei Schanzen vorgesehen. Die Erneuerung des Mattenbelags, eine Profilkorrektur sowie der Neubau des Betriebsgebäudes waren Teil der Idee.
Es wurde ein namhaftes Patronat (Trägerschaft) zusammengestellt, welches die Projektleitung bei der Umsetzung unterstützen soll. Am 27. November 2009 hat die Kandersteger Bevölkerung an der Gemeindeversammlung einem finanziellen Beitrag von CHF 1.2 Mio. durch die Gemeinde zugestimmt. Ein erster Meilenstein für die Realisierung des Projekts war gelegt worden.
Ab März 2010 wurde die Gesamtplanung konkret: Vermessung des Schanzengeländes, Erstellen von Bauplänen für die Schanzen und das Betriebsgebäude, Erarbeiten von Projektunterlagen, Prüfen von neuen Anlaufspursystemen, Vertragsverhandlungen über Landkauf etc.
Die komplette Projektfinanzierung konnte im Frühling 2013 sichergestellt werden. Die Projektierungsarbeiten liefen ab diesem Zeitpunkt auf Hochtouren, wodurch im Frühling 2014 mit der Sanierung der Zufahrtsstrasse begonnen werden konnte. Der Neubau der Schanzenanlage wurde im Mai 2015 in Angriff genommen und wurde im Juni 2016 abgeschlossen. 

## Eröffnung der Nordic Arena
Nach der zweijährigen Bauphase konnte die Nordic Arena am 31. Juli und 1. August 2016 feierlich eröffnet werden. Am 31. Juli bewiesen die Nachwuchsspringer und -kombinierer im Rahmen der Helvetia Nordic Trophy ihr Können auf den beiden Schanzen HS27 und HS72.
Die offizielle Eröffnungsfeier fand am 1. August statt. Unzählige Weltcupspringer, wie Simon Amman, Gregor Deschwanden und ihre Schweizer Kollegen, Michael Hayböck, Stefan Kraft, Andreas Wank, Tom Hilde und Robert Johansson nahmen an diesem einzigartigen Anlass teil.

## Betrieb seit der Eröffnung
Seit der Eröffnung der Nordic Arena finden regelmässig internationale Sprungwettbewerbe statt. Als erste internationale Grossveranstaltung wurden im Februar 2018 die Sprungwettbewerbe der Spezialspringer und der Nordischen Kombinierer bei den 51. Nordischen Junioren-Skiweltmeisterschaften auf der Lötschbergschanze ausgetragen. 